# 髄腔
髄腔（ずいくう、英語: medullary cavity, marrow cavity）は、赤色骨髄と黄色骨髄（脂肪組織）の両方またはいずれか一方が貯蔵される骨幹の中心部の腔である。骨髄腔とも。
長骨の主幹（骨幹）に位置する髄腔は海綿骨で構成される壁を持ち、薄い血管膜（骨内膜）で裏打ちされている。
この領域は赤血球と白血球の形成、鳥の卵殻に対するカルシウム供給に関与する。この領域は化石でも検出される。
髄腔内（intramedullary）または髄内は骨の内部を意味する医学用語である。髄内釘は整形外科で骨折の治療で使用される。